# Mogilany
Mogilany is een dorp in de Poolse woiwodschap Klein-Polen. De plaats maakt deel uit van de gemeente Mogilany en telt 2200 inwoners.

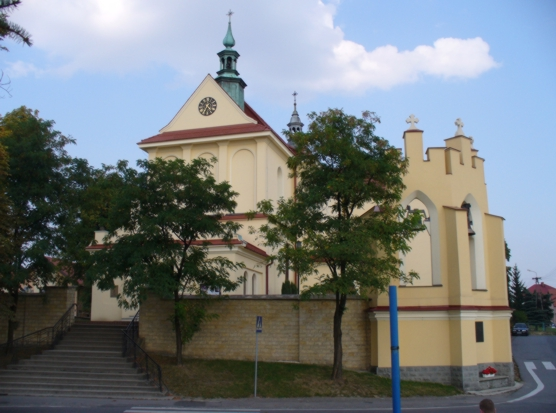
Mogilany